# Флаг Хабаровского района
Флаг муниципального образования «Хаба́ровский муниципальный район Хабаровского края» Российской Федерации — опознавательно-правовой знак, служащий официальным символом муниципального образования.
Ныне действующий флаг утверждён 26 февраля 2008 года и внесён в Государственный геральдический регистр Российской Федерации с присвоением регистрационного номера 3923.

## Описание
Первый флаг Хабаровского муниципального района был утверждён решением Собрания депутатов Хабаровского муниципального района от 19 апреля 2007 года № 264, описание флага гласило:

Флаг Хабаровского района представляет собой прямоугольное полотнище с отношением ширины к длине 2:3, состоящее из трёх полос (зелёной, красной и голубой) отделённых друг от друга белой горизонтальной полосой (шириной в 1/9 ширины полотнища), расходящейся на расстоянии 1/5 длины полотнища от древка к углам свободного края; на голубой части у свободного края фигура из герба района — жёлтый тигр.

26 февраля 2008 года, в целях исполнения требований Геральдического совета при Президенте Российской Федерации, решением Собрания депутатов Хабаровского муниципального района № 381, были изменены рисунок и описание флага:

Флаг Хабаровского муниципального района представляет собой прямоугольное полотнище с отношением ширины к длине 2:3, состоящее из трёх частей, соотносящихся как 3:3:2 — симметричных зелёной и красной вверху и голубой внизу; части разделены белыми полосами шириной в 1/9 от ширины полотнища; полосы отходят от середины верхнего края полотнища и от его нижних углов и соединяются в центре; посередине полотнища, поверх полос, воспроизведено жёлтым, оранжевым и белым цветами изображение тигра, вставшего на дыбы.

## Обоснование символики
Белая полоса (в виде вилообразного креста) на флаге Хабаровского муниципального района многозначна и символизирует:
три основные автомобильные магистрали: М60 Хабаровск—Владивосток (с выездом на автомагистраль Хабаровск—Чита), Хабаровск—Находка и Хабаровск—Комсомольск-на-Амуре;
три железнодорожных направления: южное (на Владивосток и Восточный порт), западное (на Москву) и северное (на Комсомольск-на-Амуре);
расположение Хабаровского района в месте впадения в Амур реки Уссури.
Хабаровский край — ареал занесённых в Красную книгу России амурских тигров. Тигр — не только символ ярости и силы, но и символ отваги, смелости. Тигр — символ богатства и величия фауны Дальнего Востока. Связь района и центра Хабаровского края — города Хабаровск, также символически передаётся образом тигра (одной из фигур флага города).
Хабаровский муниципальный район расположен вокруг большого индустриального города, центра края — Хабаровска. И поэтому одна из задач района — обеспечение города сельскохозяйственной продукцией. В районе очень много лесов, проводится большая работа по лесоразведению и лесоустройству. На флаге района всё это символически представлено зелёным цветом.
Зелёный цвет символизирует весну, здоровье, природу, надежду.
Белый цвет (серебро) — символ чистоты, открытости, примирения.
Голубой цвет — символ возвышенных устремлений, искренности, преданности, возрождения.
Жёлтый цвет (золото) — символ высшей ценности, величия, великодушия, богатства, урожая.